# SKY (MEGA STOPPERの曲)
「SKY」（スカイ）は、日本のバンド、MEGA STOPPERが2005年（平成17年）に発表した楽曲。日本プロ野球のパ・リーグ所属球団・オリックス・バファローズの球団歌。作詞・作曲・編曲はいずれもMEGA STOPPER。

## 解説
2004年（平成16年）のプロ野球再編問題を経て、オリックス・ブルーウェーブと大阪近鉄バファローズが合併して2005年シーズンより発足したオリックス・バファローズの球団歌である。2005年シーズン開幕前の3月4日に球団公式サイト上で発表され、神戸市中央区・三宮駅前の球団オフィシャルグッズ販売店「B-WAVE」で、本曲など3曲を含むミニアルバム『ORIX Buffaloes SONGS』（BS-001）が限定販売された。シーズン開幕後の6月20日にJAC POT RECORDSより発売されたMEGA STOPPERのアルバム『SECOND MOTHER』（BAT-016）にも収録されており、現在パ・リーグの球団歌としては、本曲と同年に発表・制定された東北楽天ゴールデンイーグルスの「羽ばたけ楽天イーグルス」とともに最も新しい曲でもある。
オリックス・バファローズにとって直系の前身球団がブルーウェーブであることを想起させるフレーズを、サビの合いの手や歌詞の一部に入れていることが特徴。
オリックスの主催試合では、7回裏の攻撃前と、オリックスの勝利で終了した直後に球場内で放送・演奏されている。
オリックスがオープン戦やセ・パ交流戦で、阪神甲子園球場・京セラドーム大阪での阪神タイガース主催試合へ臨む場合にも、この曲を収録した音源が、2018年のオープン戦から7回表の攻撃前に場内で放送されるようになったが、オリックスの主催試合で流れる音源より短く編集されたものが使われたため、レフトスタンド（京セラドーム大阪ではライトスタンド）に陣取ったオリックスファンが音源の続きをアカペラで合唱することもあった。
2023年の阪神主催オープン戦では、阪神甲子園球場で開催の3月4日は短縮編集版が使われていたが、京セラドーム大阪で開催の3月25日は、前日及び翌日のオリックス主催分と同じ長さのものが使われた。その後開幕したウエスタン・リーグ（二軍）とセ・パ交流戦の阪神主催公式戦では、阪神甲子園球場での開催時もオリックス主催と同様のものが使われている。
この曲には、OKINAWAスペシャルDAY用の沖縄バージョン、アニソンVer.（歌：ブロッコリーKUNY、SONGS6に収録）、戦国バージョン、サンババージョンなど、球場で行われるイベントに合わせた多くの派生版が存在する。また球団の公式ダンス＆ヴォーカルユニットでもあるBsGirlsのカバー版も存在し、2014年からオリックス勝利時に流される（BsGirlsのCDにも収録）。
MEGA STOPPERはこの曲に続いて、「PLAY BALL」、2006年（平成18年）発表の「Bop!!」、2010年（平成22年）発表の「CALLING」など多数の応援歌を製作しており、それらは2013年（平成25年）までに6枚を数える『ORIX Buffaloes SONGS』シリーズのCDに収録されている。
その一方で、オリックスバファローズでは2021年シーズンの主催試合から、田畑実和（兵庫県出身・在住のシンガーソングライター）を「うたリポ」（歌えるリポーター）と銘打って第3代の場内アナウンサー兼スタンドリポーターに起用。同年10月20日からは、「SKY」と「voice」（オリジナル楽曲）を収録した田畑のプレデビューシングル（TEI-209）が、「REALI-T RECORDS」（テイチクエンタテインメント内が同年に新設したレーベル）の第1号シングルとして関西地方限定で発売されている。2022年3月15日にNHK総合テレビで放送された『うたコン』では、バファローズが田畑を「うたリポ」へ起用した2021年に（ブルーウェーブ時代の1996年以来）25年振りにパシフィック・リーグで優勝したことを踏まえて、田畑が「バファローズの勝利の女神」との触れ込みで『SKY』の弾き語りを全国に向けて披露した。
ちなみに、「これぞ!Bs魂」（オリックス・バファローズの情報・応援コーナー）を通年で編成していた『Monday! SPORTS - JAM』（朝日放送ラジオで月曜日に生放送のスポーツ情報番組）では、2017年から番組が終了した2021年まで、プロ野球レギュラーシーズン中の日曜日に組まれている公式戦でオリックスが勝利した場合に、「これぞ!Bs魂」の出演者がBsGirls版をベースにサビを合唱することが恒例になっていた。